# Paddington (1976-1980)
Paddington is een Britse korte animatieserie gebaseerd op de Beertje Paddington-boekenreeks. De serie heeft een zeer kenmerkende kunststijl. Paddington zelf is een marionet geanimeerd door middel van stop-motion die binnen een 3-dimensionale ruimte beweegt en interageert met 2-dimensionale geanimeerde tekeningen van de menselijke personages, gebouwen, etc. 
De serie werd geproduceerd door FilmFair. Er werden 56 afleveringen van de serie uitgezonden in het Verenigd Koninkrijk. In Nederland werden er 36 afleveringen uitgezonden.  Acteur Michael Hordern was de verteller in de oorspronkelijke Engelstalige versie. De Nederlandse verteller was Klaas Rusticus en op de Nederlandse dvd-versie Rik Hoogendoorn. 

## Afleveringen
| Aflevering | Nederlandse titel               | Originele titel                       |
| ---------- | ------------------------------- | ------------------------------------- |
| 1          | Alstublieft, pas op deze beer   | Please look after this bear           |
| 2          | Een beer in heet water          | A bear in hot water                   |
| 3          | Paddington gaat met de metro    | Paddington goes underground           |
| 4          | Avonturen in een warenhuis      | A shopping expedition                 |
| 5          | Paddington en de oude meester   | Paddington and the old master         |
| 6          | Paddington gaat klussen         | A spot of decorating                  |
| 7          | Een familiefoto                 | A family group                        |
| 8          | Paddington doet een bod         | Paddington makes a bid                |
| 9          | Een handige doe-het-zelver      | Do-it-yourself                        |
| 10         | De verdwijntruc                 | A disappearing trick                  |
| 11         | Paddington in de keuken         | Something nasty in the kitchen        |
| 12         | Problemen in de wasserette      | Trouble at the launderette            |
| 13         | Te veel van de bovenkant        | Too much off the top                  |
| 14         | Bezoek aan de tandarts          | A visit to the dentist                |
| 15         | Als schoonmaker aan de slag     | Paddington cleans up                  |
| 16         | Problemen op nummer 32          | Trouble at no. 32                     |
| 17         | Paddington en de kerstinkopen   | Paddington and the Christmas shopping |
| 18         | Kerstmis                        | Paddington's Christmas                |
| 19         | Meneer Curry neemt een bad      | Mr. Curry takes a bath                |
| 20         | Paddington wordt detective      | Paddington turns detective            |
| 21         | Paddington is loodgieter        | Paddington and the cold snap          |
| 22         | Problemen met de wassen beelden | Trouble at the wax works              |
| 23         | Paddington veegt de schoorsteen | Paddington makes a clean sweep        |
| 24         | Paddington maakt toffees        | A sticky time                         |
| 25         | Paddington wint de jackpot      | Paddington hits the jackpot           |
| 26         | Paddington speelt golf          | Paddington hits out                   |
| 27         |                                 | A visit to the hospital               |
| 28         | Paddington als aanbeveling      | Paddington recommended                |
| 29         |                                 | Fortune telling                       |
| 30         | Een onverwacht feestje          | An unexpected party                   |